# アクサ損害保険
アクサ損害保険株式会社（アクサそんがいほけん、英: AXA GENERAL INSURANCE COMPANY LIMITED）は、日本の損害保険会社である。また世界最大級の保険・資産運用グループであるアクサグループの一社である。

## 沿革

### 概要
アクサ損害保険株式会社は、1998年（平成10年）6月に設立された世界最大級の保険・資産運用グループであるアクサグループの損害保険会社である。
当初はアクサ・エス・アーの傘下となっていたが、その後、アクサジャパンホールディング→アクサ生命保険を経て、2019年4月以降はアクサ・ホールディングス・ジャパンの100%子会社となっている。

### 年表
- 1998年
  - 6月 - AXAグループ（アクサ・エス・アー）の100%出資により、日本法人としてアクサ損害保険株式会社を設立。
  - 10月 - 損害保険事業免許取得
  - 11月 - ユニオン・デ・ザシュランス・ド・パリ・イ・ア・エール・デ（UAP保険会社）日本支社の保険業務を包括移転により継承
- 1999年
  - 5月 - 有明にコールセンター開設
  - 10月 - 「アクサダイレクト総合自動車保険」の販売を開始
- 2002年2月 - ローヤル・エキスチェンジ・アッシュアランス（REA）日本支店の保険業務を包括移転により継承
- 2004年
  - 2月 - 福井県にコールセンターを開設
  - 12月 - 株式交換により親会社がアクサ・エス・アーからアクサ ジャパン ホールディング株式会社（持株会社）へ変更
- 2005年
  - 4月 - リスク細分型によるバイク保険の販売を開始
  - 6月 - 高知県にコールセンターを開設
- 2010年
  - 4月 - 近畿オフィス（大阪）を開設
  - 5月 - 東京都台東区へ本社を移転
- 2011年
  - 2月 -
    - ネクスティア生命保険株式会社（後のアクサダイレクト生命保険株式会社）との間で生命保険代理店委託契約が締結され、当社Webサイトにて同社の生命保険の取り扱いを開始[1]。
    - 九州オフィス（福岡）を開設

  - 4月 - 「ペット保険」の販売を開始
  - 6月 - アリアンツ火災海上保険株式会社からペット保険契約を包括移転により継承
  - 9月 - 中部オフィス（名古屋）を開設
- 2012年5月 - 東北オフィス（仙台）を開設
- 2013年
  - 3月 - 北海道（旭川）にコールセンターを開設
  - 11月 - 北海道オフィス（札幌）を開設
- 2014年
  - 6月 - 中国オフィス（広島）を開設
  - 8月 - ハーレーダビットソン専用任意バイク保険の販売を開始。
  - 10月 - 合併・社名変更に伴い、アクサ生命保険株式会社の100%子会社となる。
- 2015年12月 - 「YAMAHA SPORTS PLAZA」専用任意バイク保険の販売を開始。
- 2016年2月 - トライアンフ専用任意バイク保険の販売を開始。
- 2018年6月 - 北海道オフィス（札幌）を旭川コンタクトセンターへ併合。
- 2019年4月 - 現物分配による株式譲渡に伴い、同年4月1日に設立されたアクサ・ホールディングス・ジャパン株式会社の100%子会社となる。
- 2020年2月 - SBI日本少額短期保険との間で代理店委託契約を締結し、同社が取り扱う車両専用保険「みんなのバイク保険」の販売を開始（同時に、SBI日本少額短期保険で当社の総合自動車保険「アクサダイレクトのバイク保険」の販売も開始）[2]。

## 主力商品
- 自動車保険
- バイク保険
- ペット保険

なお、関連会社のアクサダイレクト生命保険とは相互で保険代理店委託契約が締結されており、同社の生命保険（医療保険・死亡保険等）商品も取り扱っている（当社が募集代理店となり、保険契約締結の媒介を行う）。

## 関連会社
- アクサ・エス・アー（フランスの親会社）
  - アクサ・ホールディングス・ジャパン株式会社
    - アクサ生命保険株式会社
    - アクサ収納サービス株式会社

  - アクサ・インベストメント・マネージャーズ株式会社
  - アライアンス・バーンスタイン株式会社
  - アクサ・リアル・エステート・インベストメント・マネージャーズ株式会社
  - アクサ・アシスタンス・ジャパン株式会社

## 広告
- 後述する提供番組以外にも全国のテレビ（地上波/衛星放送問わず）及びラジオにてスポットCMも放送されており、一部を除き、放送局個別の問い合わせ番号も設けられている。

主なCM出演者（過去に出演した人物も含む）
- 岡田将生（2017年12月 - 現在）※現在のアクサ・ホールディングス・ジャパン傘下企業のブランドアンバサダーを兼任
- 山本梓 - ペット保険（2014年）
- 堤真一 - 自動車・バイク保険（2013年 - 2017年）
- 石原善暢 - コールセンター男性役(2012年)・チームAXAリーダー役(2013年・2014年）・ナレーション（2015年）
- ジョン・カビラ － 自動車・バイク保険（2006年10月-）
- 太田真一郎 － ナレーション（顔出しあり）
- 米田弥央
- 石山英憲
- 池田美憂 － ラジオCMのみ
- 長谷川瞳
- いとうあいこ（2005年 - 2006年）
- 浅井みくり－ 自動車・バイク保険（加藤夫婦編　妻役）

など

## 提供番組
現在の提供番組はいずれもカラー表記である。
- ヒルナンデス!（日本テレビ系列）※平日13時台前半、隔日
- 有吉の壁（同上、2020年4月-）
- Live News it!（フジテレビ系列、2019年4月-）※平日全国枠、隔日、カラー表記。
- 土曜プレミアム（同上、2018年10月-）※カラー表記。
- 日曜THEリアル!（同上、2019年10月-）※日曜21時台。
- FNSの日（同上、2018年-）
- FNNニュース (同上)※年末年始の夕方全国枠、隔日、カラー表記。

### 過去の提供番組
- プライムニュース イブニング（フジテレビ系列、2018年8月-2019年3月）※平日全国枠、隔日、同年10月よりカラー表記。
- アオハル (青春) TV（同上、2019年1月-8月）
- 珍種目No.1は誰だ!? ピラミッド・ダービー（TBSテレビ系列）